# Carolina Kasting
Carolina Kasting Arruda (Florianópolis, 12 de julio de 1975) es una actriz brasileña.

## Biografía
A los 14 años, dejó la escuela en Florianópolis para estudiar en el cuerpo de baile del Teatro Guaíra de Curitiba. Años más tarde, su interés por el teatro, la llevó a São Paulo para estudiar teatro y trabajar en el escenario.
Fue finalista para un modelo de contratación promovido por Ford Models.
En 1996 se fue a Río de Janeiro para asistir al taller de actores Rede Globo. Poco después, la novela debutó Anjo de Mim, como protagonista, y posteriormente, el Malhação show, en la que era una monja falsa. Después del estreno en la televisión, ahora dividido entre el escenario donde los deseos siempre que actuar, y los roles sucesivos en la pequeña pantalla.
En 1997 hizo una participación en la versión de Angel Malvado, y también participó en la miniserie Hilda Furacão. Al año siguiente se trasladó a la Rede Manchete encarnado Brida, en la telenovela del mismo nombre, su único trabajo fuera del globo.
En 1999 volvió a Globo jugar el mal Rosana, Terra Nostra, se ganó el reconocimiento nacional y el elogio de la crítica. En acumuladas obras emisora memorables, entre ellos, el alcohólico Mariana en Coração de Estudante, Dr. malo Laura de Mujeres apasionadas, el dulce Mariquinha de Cabocla y el espíritu de Laura la versión de O Profeta.
En 2010, interpretó a la villana Judite la novela Escrito nas Estrelas.
En 2011, ella estaba en la telenovela, O Astro, como la dulce Jamile.
En 2012, ella estaba en Amor Eterno Amor, como la psicóloga Beatriz.

## Vida personal
La hermana de la actriz Rejane Arruda, Carolina está casada con el actor y diseñador Maurício Grecco, quien tiene una hija, Cora.

## Trabajos en la televisión
| Año  | Título                   | Papel                                  | Billetes                   |
| ---- | ------------------------ | -------------------------------------- | -------------------------- |
| 1996 | Anjo de Mim              | Valentina                              |                            |
| 1997 | Você Decide              | Rosana                                 | ep. "Na Sombra do Passado" |
| 1997 | Anjo Mau                 | Ursula Vidigal                         |                            |
| 1998 | Hilda Furacão            | Bela B                                 |                            |
| 1998 | Brida                    | Brida                                  |                            |
| 1999 | Malhação                 | Laila                                  |                            |
| 1999 | Terra Nostra             | Rosana Telles de Aranha                |                            |
| 2000 | Brava Gente              | Violante                               | ep. "Um Casamento Aberto"  |
| 2001 | Puerto de los milagros   | Laura Proença                          | 1ª fase                    |
| 2001 | La presencia de Anita    | Julieta                                |                            |
| 2002 | Corazón de estudiante    | Mariana                                |                            |
| 2003 | Mujeres apasionadas      | Laura Medeiros                         |                            |
| 2003 | Kubanacan                | Zelda                                  | Participación especial     |
| 2004 | Cabocla                  | Mariquinha (Maria Junqueira Caldas)    |                            |
| 2006 | Papai Noel Existe        | Luciana                                | Especial Fin de Año        |
| 2006 | El profeta               | Laura Moura                            |                            |
| 2007 | Dos caras                | Luiza Fonseca                          | Participación especial     |
| 2007 | Malhação                 | Béatrice Lopret                        |                            |
| 2010 | A Princesa e o Vagabundo | Cecília                                | Especial da Rede Globo     |
| 2010 | Escrito en las estrellas | Judite                                 |                            |
| 2011 | El astro                 | Jamile Hayalla                         |                            |
| 2012 | Amor Eterno Amor         | Beatriz Mainardi                       |                            |
| 2013 | Rastros de mentiras      | Gina (Regina Maria dos Santos Batista) |                            |
| 2015 | Malhação                 | Gilda                                  | Participación especial     |
| 2015 | Além do Tempo            | Rosa Ventana                           |                            |
| 2020 | Salve-se Quem Puder      | Agnes Romantini                        |                            |